# 西班牙鰍
西班牙鰍為輻鰭魚綱鯉形目鰍科的其中一種，為溫帶淡水魚，被IUCN列為瀕危保育類動物，分布於歐洲西班牙Alagón河流域，體長可達6公分，棲息在沙石底質的河川、湖泊底層水域，生活習性不明。

## 扩展阅读
維基物種上的相關：西班牙鰍